# Jorma Kortelainen
Jorma Kortelainen, född 17 december 1932 i Pyhäselkä (Finland), död 27 december 2012, var en finländsk längdåkare som tävlade under 1950-talet. Hans största merit var ett olympiskt silver på 4 x 10 kilometer i Cortina d'Ampezzo 1956.